# Marcus Lawrence Ward
Marcus Lawrence Ward, född 9 november 1812, död 25 april 1884, var en amerikansk politiker som var guvernör i New Jersey 1866-1869 och ledamot i USA:s representanthus 1873-1875.

## Tidigt liv
Ward föddes i Newark, New Jersey. Han fick begränsad utbildning och arbetade med ljustillverkning innan han blev politiker.

## Politisk karriär
Republikanerna nominerade Ward till posten som guvernör 1862, men han förlorade mot demokraten Joel Parker. Ward nominerades igen 1865. Han blev vald och tjänstgjorde som guvernör från den 16 januari 1866 till den 19 januari 1869.
Sedan ett delstatsparlament kontrollerat av Demokraterna inte hade godkänt det trettonde tillägget till USA:s konstitution om att upphäva slaveriet, arbetade Ward med det nyvalda parlamentet kontrollerat av Republikanerna för att se till att både det trettonde och det fjortonde tillägget skulle antas av delstaten. Det fjortonde tillägget omfattar flera regler som jämställer alla människor i USA efter slaveriets avskaffande.
Ward var delegat för New Jersey till Republikanernas nationella konvent 1860. Han var ordförande för Republikanska nationella kommittén från 1866 till 1868.
Ward tjänstgjorde en mandatperiod i USA:s representanthus från det nyskapade 6:e distriktet, från 1873 till 1875.
Han avled i Newark, New Jersey, och begravdes där på Mount Pleasant Cemetery.